# Stathmostelma pauciflorum
Stathmostelma pauciflorum är en oleanderväxtart som beskrevs av Karl Moritz Schumann. Stathmostelma pauciflorum ingår i släktet Stathmostelma och familjen oleanderväxter. Inga underarter finns listade i Catalogue of Life.